# Hôtel Bontemps (Belvès)
Pour les articles homonymes, voir Hôtel Bontemps et Bontemps.
L'hôtel Bontemps est situé en France à Belvès, dans le département de la Dordogne en région Nouvelle-Aquitaine.

## Localisation
L'hôtel est situé 9 rue des Fillols (ou Filhols), à l'angle de la rue de la Tour, à Belvès, dans le département français de la Dordogne.

## Historique
L'hôtel a probablement été une maison noble datant des XIIe – XIIIe siècles dont la moitié est a été détruite sauf une arcade en arc brisé. Sur la façade subsistante sur la rue des Fillols a été plaquée, en 1520, une porte de style Renaissance italienne et des fenêtres à meneaux. Sur la rue de la Tour, le bâtiment est en forme de tour qui a été reconstruit au XVe siècle au-dessus du niveau 1.
L'hôtel aurait été le siège des officiers ou capitaines de la place de l'archevêque de Bordeaux, seigneur de Belvès. Pendant la guerre de Cent Ans, l'hôtel a été occupé par un capitaine anglais nommé Thomas Bontemps qui lui a laissé son nom.

## Description
C'est un édifice Renaissance à pignon. Dessus de porte orné de médaillons sculptés. Fenêtres à meneaux. Escalier à vis.

## Protection
L'hôtel Bontemps été inscrit au titre des monuments historiques le 6 décembre 1948.

## Galerie de photos

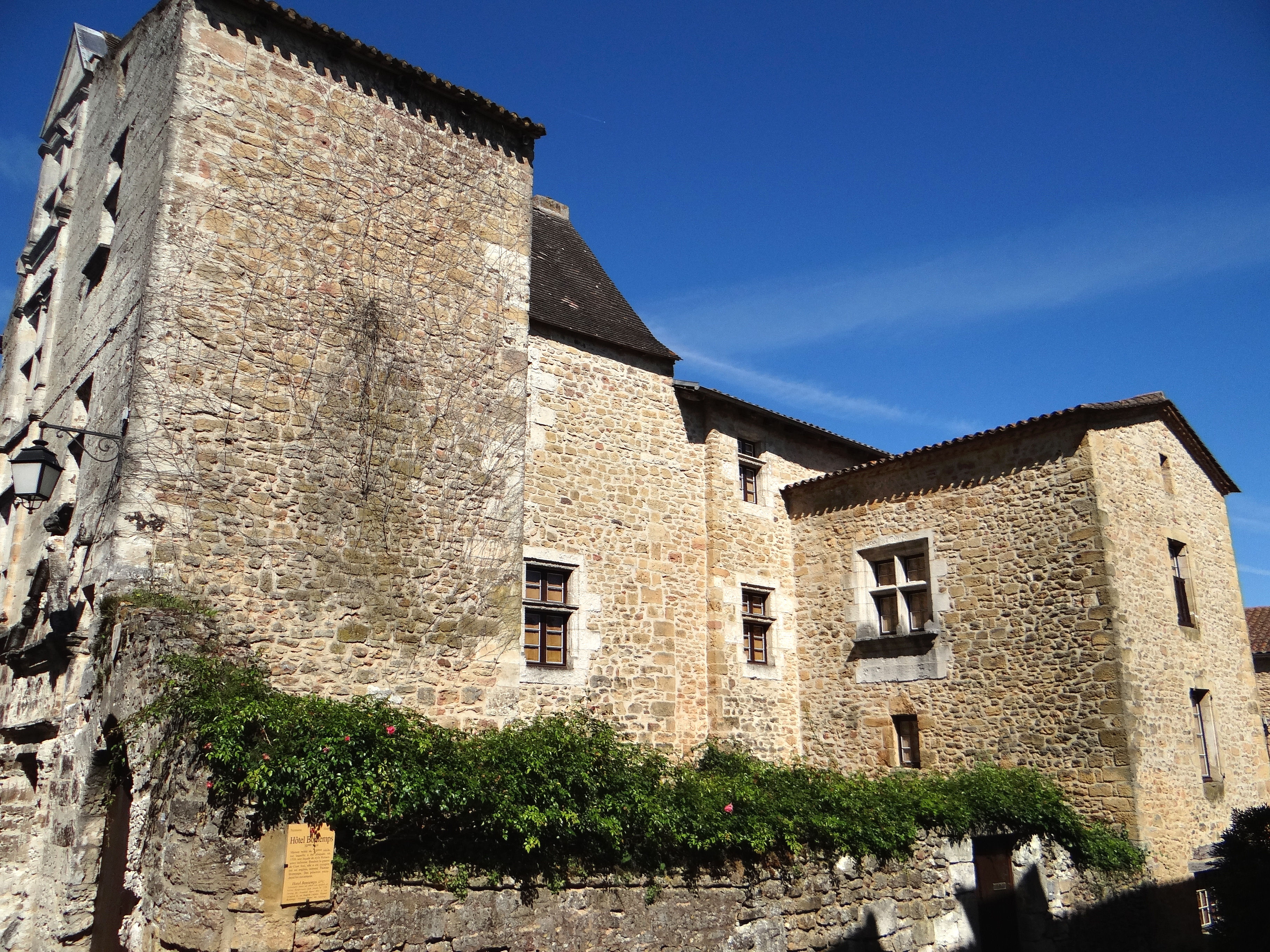
L'hôtel côté rue de la Tour
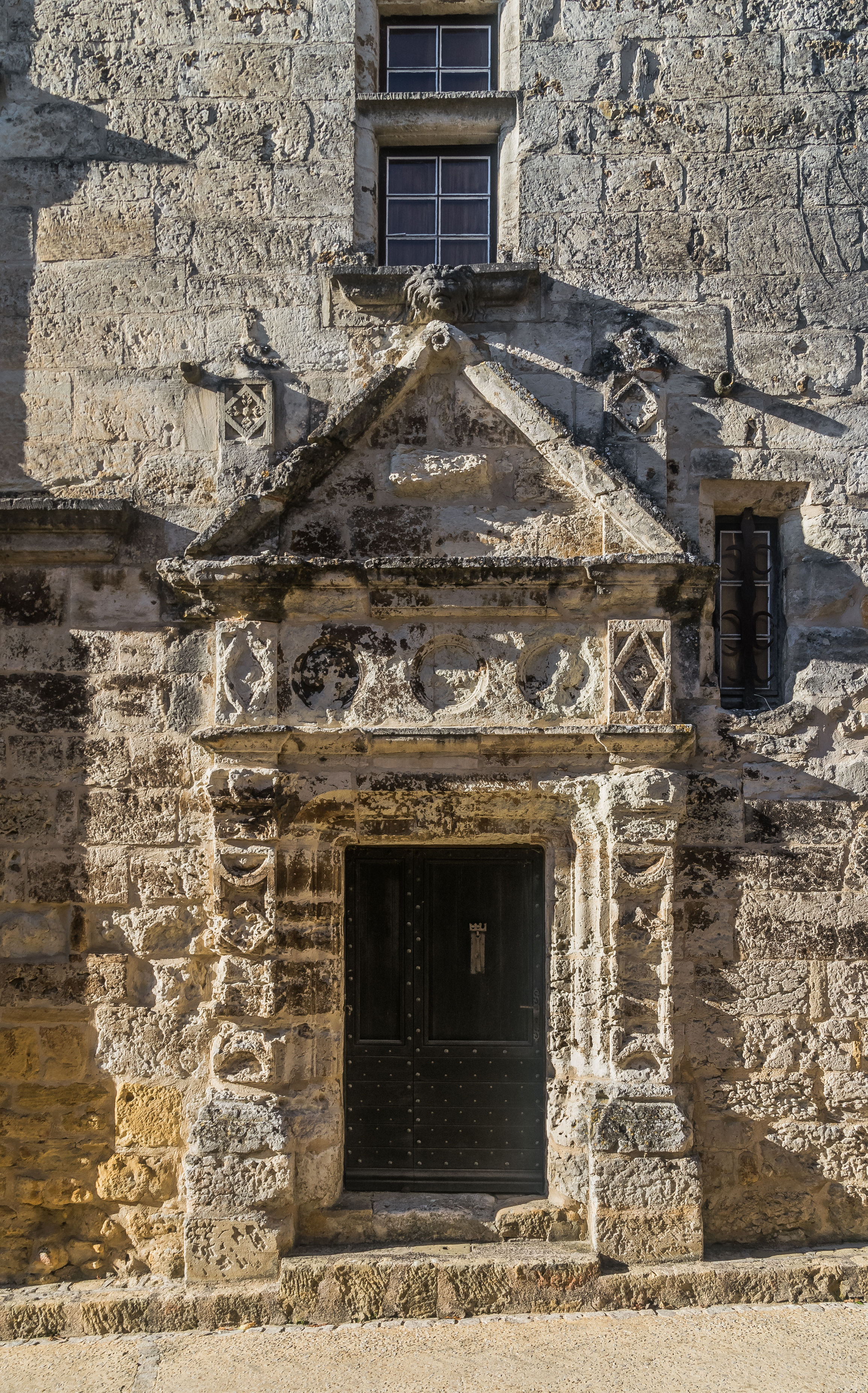
Porte Renaissance
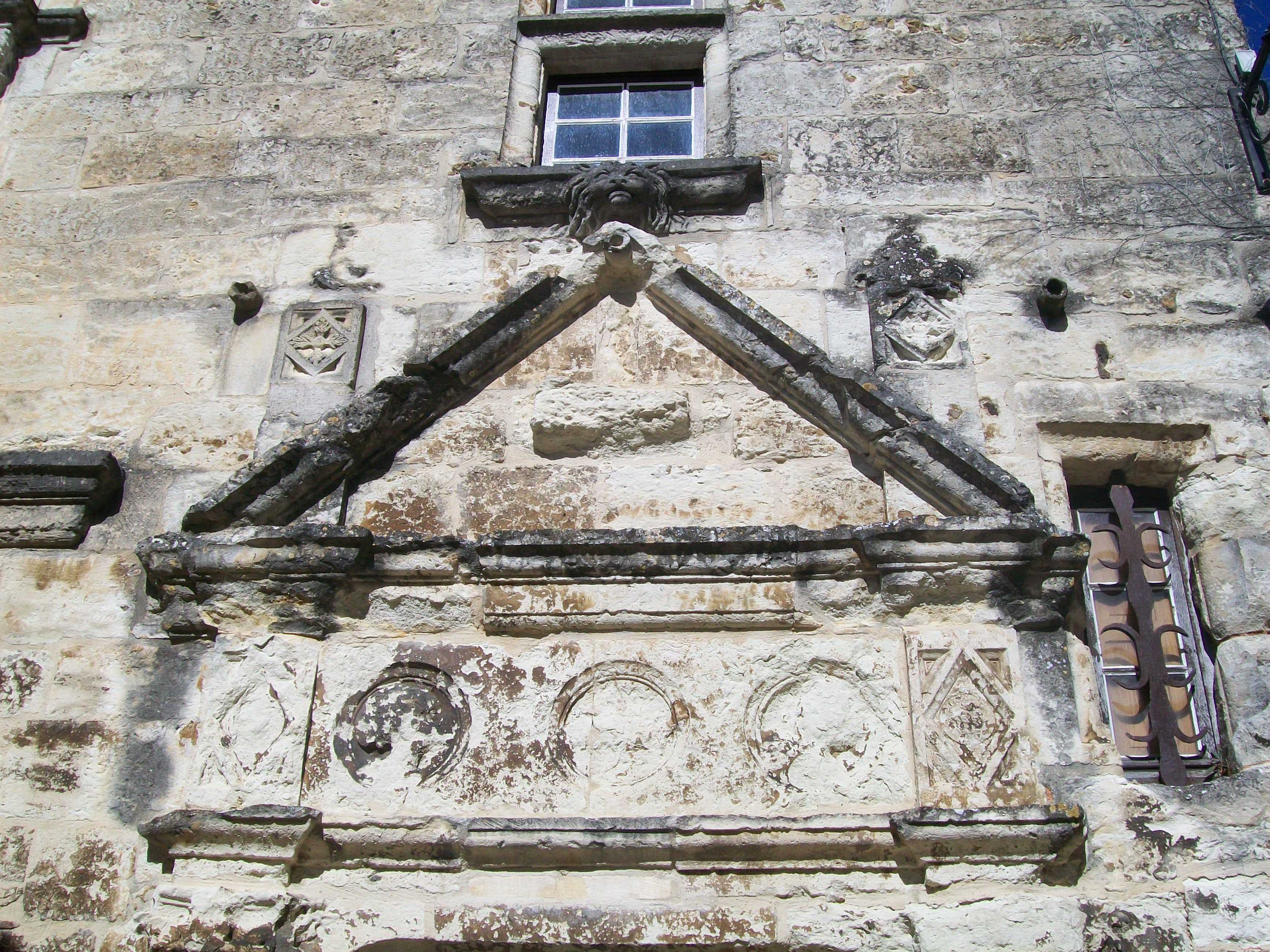
Décor au-dessus de la porte Renaissance